# Glomeris strasseri
Glomeris strasseri är en mångfotingart som beskrevs av Karl Wilhelm Verhoeff 1929. Glomeris strasseri ingår i släktet Glomeris och familjen klotdubbelfotingar. Inga underarter finns listade i Catalogue of Life.